# Chiesa di San Michele Arcangelo (Nonantola)
La chiesa di San Michele Arcangelo, detta anche pieve di San Michele Arcangelo, è la parrocchiale di Nonantola, in provincia di Modena ed arcidiocesi di Modena-Nonantola; fa parte della vicariato di Campogalliano-Nonantola-Soliera.

## Storia
La primitiva chiesa di Nonantola dedicata a San Michele Arcangelo venne fatta costruire alla fine del IX secolo dall'abate Teodorico e misurava circa 10,5 metri di larghezza e 26 di lunghezza; tuttavia, la prima citazione che ne attesta la presenza risale al 1011.

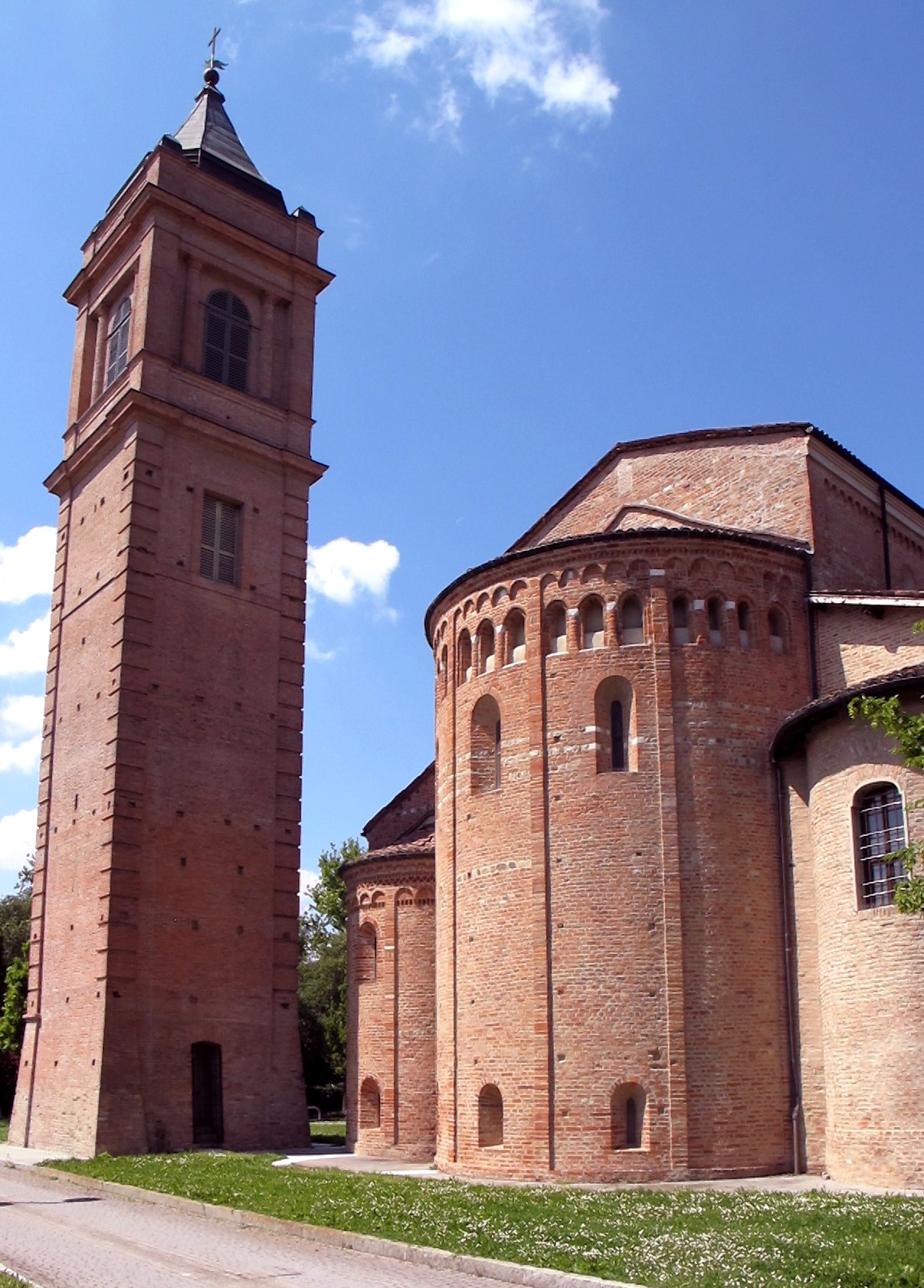
Le absidi e il campanile

Nel 1101 all'interno di tale chiesa si tenne un sinodo e nel XII secolo la pieve venne riedificata; nel XIV secolo la chiesa fu resa indipendente rispetto all'abbazia di San Silvestro.
L'attuale parrocchiale è frutto del rifacimento condotto nel XVIII secolo per interessamento del cardinale Alessandro Albani; tra il 1916 e gli anni venti iniziò un intervento di ripristino volto a trasformare l'edificio in stile romanico, ma nel 1926, in modo da riaprire la chiesa al culto, si decise di limitare i lavori solo alle absidi.

## Descrizione

### Facciata
La facciata della chiesa, che è in stile tardobarocco, è a salienti e suddivisa in due registri, entrambi spartiti dal lesene; nella parte centrale si trova il portale maggiore, sopra il quale s'apre una finestra e in quelle laterali sono collocati i due ingressi minori, entrambi sovrastati da finestrelle.

### Interno
Opere di pregio conservate all'interno della chiesa, che è a tre navate, sono la pala ritraente la Madonna assieme ai Santi Francesco, Antonio Abate e Antonio di Padova, eseguita da Francesco Stringa nel XVII secolo, la tela con soggetto Santa Liberata, la pala raffigurante il Transito di San Giuseppe, risalente al Settecento, il quadro con Sant'Anna e la Sacra Famiglia, e la tela dell'Annunciazione', che è del XVI secolo.